# Мошонмађаровар
Мошонмађаровар (мађ. Mosonmagyaróvár) град је у Мађарској. Мошонмађаровар је трећи по величини град у оквиру жупаније Ђер-Мошон-Шопрон.
Град има 31.799 становника према подацима из 2008. године.
Овде се налази Пољопривредни факултет у Мошонмађаровару.

## Географија
Град Мошонмађаровар се налази у крајњем северозападном делу Мађарске. Од престонице Будимпеште град је удаљен 160 километара северозападно, али су Беч и Братислава много ближи. Град, мада смештен на ободу државе, захваљујући добрим прометним везама (ауто-пут М1) спада у просперитетније градове своје величине у Мађарској.
Град се налази на северном ободу Панонске низије, близу Дунава.

## Становништво
По процени из 2017. у граду је живело 32.878 становника.
| 1990.  | 2001.  | 2011.  | 2017.  |
| ------ | ------ | ------ | ------ |
| 30.079 | 30.443 | 32.004 | 32.878 |

## Партнерски градови
- Хатерсхајм на Мајни
- Штокерау
- Арезе
- Општина Хадстен
- Шаморин
- Сењец
- Пјотрков Трибуналски
- Минерштат